# Chaeteessidae
Chaeteessidae zijn een familie van insecten die behoren tot de orde bidsprinkhanen (Mantodea). Het is met slechts drie soorten een relatief kleine familie in vergelijking met andere families van bidsprinkhanen.